# Roberta Farrell
Roberta Lee Farrell es una profesora emérita de la Universidad de Waikato, Nueva Zelanda e investigadora de renombre internacional en los campos de la degradación de la madera, biorremediación, micología y enzimología.

## Primeros años y educación
Farrell nació en los Estados Unidos, realizó su licenciatura de la Universidad de Misuri, en San Luis y más adelante una maestría y un doctorado en la Universidad de Illinois, Urbana. Su investigación posdoctoral la realizó en la Universidad de Chicago de 1979 a 1980 y en el Instituto Tecnológico de Massachusetts de 1981 a 1984.

## Carrera e impacto
Farrell comenzó su carrera como biotecnóloga en los Estados Unidos, como Directora Asociada de Investigación - Enzimas Industriales con Repligen Corporation en Cambridge, Massachusetts. Luego se convirtió en vicepresidenta ejecutiva y directora de operaciones de Sandoz Chemicals Biotech Research Corporation y Repligen Sandoz Research Corporation. En 1995 tomó un año sabático PAPRO, en el Instituto de Investigación Forestal en Rotorua, Nueva Zelanda y poco después emigró y se convirtió en profesora en la Universidad de Waikato.
Desde 2013, Farrell ha sido profesora emérita en la Universidad de Waikato en Hamilton, Nueva Zelanda. También fue profesora adjunta en la Universidad Estatal de Carolina del Norte desde 2008 hasta 2013. Farrell es reconocida como experta en hongos tolerantes al frío y en los microbios y enzimas que afectan la madera; su trabajo ha tenido un impacto sustancial en los campos de la bioquímica y la biotecnología, específicamente en las áreas de enzimas, ecología fúngica, control biológico y celulosa.
Farrell también ha dirigido un equipo internacional en numerosas expediciones a la Antártida. Su trabajo en la Antártida ha contribuido a la comprensión de la degradación de las cabañas y artefactos históricos antárticos y los hongos asociados, y ha realizado un trabajo fundamental en la preservación de los restos de las cabañas de Ernest Shackleton y Robert Scott. También contribuyó a algunos de los descubrimientos fundamentales sobre microbiología de los valles secos de McMurdo.
Farrell también permanece conectada con la investigación científica del sector privado, ocupando un puesto de Directora en Parrac Limited, donde es científica fundadora. También fue científica fundadora de ZyGEM Ltd.
En total, Farrell ha publicado más de 100 artículos de investigación y capítulos de libros, y posee 30 patentes. Su investigación apareció en el documental The Green Chain, así como en el  programa Project Matauranga de Māori Television.

## Premios y reconocimientos
Algunos premios y reconocimientos que ha obtenido son:
- 2015 – nombramiento en la Junta Asesora del Centro de Ecología Microbiana y Genómica de la Universidad de Pretoria, Pretoria, Sudáfrica.[2]
- 2011 – Nombrada Influenciadora del Año en la revista Unlimited, Auckland, NZ.[1]
- 2009 – Compañera de la Orden del Mérito de Nueva Zelanda por servicios a la investigación bioquímica.[1][3][6] Premio al Alumno Distinguido, Universidad de Misuri-St Louis.[13]
- 2008 - Premio a la empresaria científica del año en KuDos, los premios Hamilton Science Excellence Awards,[6] nombramiento en la Junta de la Fundación de Nueva Zelanda para la Investigación en Ciencia y Tecnología.[3]
- 2007 - Invitación para presentar la conferencia Sir Holmes Miller, Wellington Branch New Zealand Antarctic Society, 22 de noviembre de 2007.[1][2]
- 2005 – Miembro electo de la Sociedad Real de Nueva Zelanda.[1][2][14]
- 1998 –  integrante elegida de la Junta de la Academia Internacional de Ciencias de la Madera (1998–2004).[1][2]
- 1990 - Miembro electo de la Academia Internacional de Ciencias de la Madera.

## Trabajos seleccionados
- Kirk, T. Kent, and Roberta L. Farrell. "Enzymatic" combustion": the microbial degradation of lignin." Annual Reviews in Microbiology 41.1 (1987): 465–501.
- Kirk, T. Kent, et al. "Production of multiple ligninases by Phanerochaete chrysosporium: effect of selected growth conditions and use of a mutant strain." Enzyme and Microbial technology 8.1 (1986): 27–32.
- Farrell, Roberta L., et al. "Physical and enzymatic properties of lignin peroxidase isoenzymes from Phanerochaete chrysosporium." Enzyme and microbial technology 11.6 (1989): 322–328.
- Farrell, R.L., Blanchette, R.A., Brush, T.S., Hadar, Y., Iverson, S., Krisa, K., Wendler, P.A., Zimmerman, W.  (1993).  Cartapip™:  a biopulping product for control of pitch and resin acid problems in pulp mills.  J. Biotechnol.  30:  115–122.
- Farrell, R.L. (1998). Science, technology and end-users: optimising R&D for the commercial sector for society’s benefits. In Leadership Priorities for New Zealand Science and Technology sponsored by the Academy Council of The Royal Society of New Zealand, 5–6 de noviembre de 1998. Miscellaneous series 54, pp. 127–131.
- Pointing, S.B., Chan,Y., Lacap, D.C., Lau, M.C.Y., Jurgens, J., Farrell,R.L.. 2009. Highly specialized microbial diversity in hyper-arid polar desert . Proc Natl Acad Sci.USA, volume 106 no. 47 19964-19969. doi: 10.1073/pnas.0908274106. Epub 2009 Oct 22.
- Farrell, R.L., Arenz, B.E., Duncan, S.M., Held, B.W. Jurgens, J.A., Blanchette, R.A. 2011. Introduced and Indigenous Fungi of the Ross Island Historic Huts and Pristine Areas of Antarctica. Polar Biology.  doi: 10.1007/s00300-011-1060-8.
- Chan Y., Van Nostrand J.D., Zhou J., Pointing, S.B., Farrell, R.L. 2013. Functional ecology of an Antarctic Dry Valleys landscape. Proc Natl Acad Sci (USA) 110:  8990–8995.  doi: 10.1073/pnas.1300643110. Epub 13 de mayo de 2013.